# Рочев Яків Митрофанович
Яків Митрофанович Рочев (Митрук Як; 23 січня 1909 — 3 вересня 1977) — радянський комі письменник. Головний редактор журналу «Північна зірка» (1953-1970).
Лауреат Державної премії Комі АРСР імені І.О. Куратова (1968) за романну трилогію «Два друга» (1951-1967).

## Біографія
Народився 23 січня 1909 року в селі Усть-Ухта Печорського повіту Архангельської губернії (нині Сосногорський район Комі) у великій селянській родині, самий молодший із шести братів.
У 1930 році, закінчивши Мохченську школу другого ступеня, вступив в Комі педагогічний інститут, який закінчив у 1937 році.
У 1930-1938 рр. працював учителем у Абезькій школі, вчителем мови і літератури в Тентюковській середній школі, інспектором РОНО, кореспондентом іжемської газети «Червона Печора».
Член КПРС з 1940 року. Член Союзу письменників СРСР з 1942 року.
В 1938-1953 роках протягом 15 років працював редактором Комі книжкового видавництва.
У 1953-1970 роки — головний редактор журналу «Войвыв кодзув» («Північна зірка»).
У 1969 присвоєно звання «Заслужений працівник науки і культури Комі АРСР».
Помер у 1977 році в Сиктивкарі.
Ім'я Якова Рочева присвоєно Сосногорській межпоселенській центральній бібліотеці.